# Pukhrayan
Pukhrayan (soms ook gespeld als Pokhrayan) is een stad en gemeente in het district Kanpur Dehat van de Indiase staat Uttar Pradesh.

## Demografie
Volgens de Indiase volkstelling van 2001 wonen er 19.908 mensen in Pukhrayan, waarvan 53% mannelijk en 47% vrouwelijk is. De plaats heeft een alfabetiseringsgraad van 69%.